# Station Kretek
Kretek is een spoorwegstation in de Indonesische provincie Midden-Java.

## Bestemmingen
- Kutojaya Utara: naar Station Kutoarjo en Station Tanahabang
- Progo: ke Lempuyangan naar Station Pasar Senen
- Senja Bengawan: naar Station Solo Jebres en Station Tanahabang
- Gaya Baru Malam Selatan: naar Station Surabaya Gubeng en Station Jakarta Kota